# Hepatica
Hepatica este un gen de plante din familia Ranunculaceae.

## Specii ale genului Hepatica
- Hepatica transsilvanica (Crucea voinicului)
- Hepatica nobilis (Trei răi)

- Grupa de specii de frunze zimțate:
  - Hepatica falconeri (Thomson) Juz. — Pakistan
  - Hepatica henryi Steward — China de vest
  - Hepatica yamatutai Nakai — Chine de vest
  - Hepatica transsilvanica Fuss — România
- grup de specii pentru lobi de frunze întregi :
  - Hepatica nobilis Schreb. — Europa et Japonia - syn. : Anemone hepatica L.,
  - Hepatica asiatica Nakai — Chine est, Corée, Russie est
  - Hepatica insularis Nakai — Corée
  - Hepatica americana (DC) Ker Gawl — America de Nord (est)
  - Hepatica acutiloba DC — - America de Nord (est)
  - Hepatica maxima (Nakai) Nakai — Ulleung-do (Coreea de Sud)